# Luciano Gottardi
Luciano Gottardi (Ferrara, 19 febbraio 1899 – Verona, 11 gennaio 1944) è stato un sindacalista e politico italiano.

## Biografia
Figlio di un piccolo agricoltore, partecipò alla prima guerra mondiale nel genio telegrafisti, come soldato semplice, poi in cavalleria, col grado di sottotenente di complemento (molti anni dopo, egli avrebbe affermato di aver partecipato alla guerra al comando di "un plotone di Arditi ed una sezione di lanciafiamme": non ci sono tuttavia prove a sostegno di questa tesi). Diplomato in ragioneria, dopo il conflitto si iscrisse alla facoltà di scienze economiche e commerciali dell'Università di Trieste, ma non riuscì a terminare gli studi. Entrò nel movimento fascista nel 1920, partecipò alla marcia su Roma e svolse una continua attività sindacale a Trieste, Bari, Roma, Como, Firenze, Treviso e Caltanissetta.
Dal 1935 al 1941 fu segretario della Federazione lavoratori del commercio alimentare e, in seguito, segretario dell'Unione provinciale lavoratori dell'industria di Genova. Nel 1942 venne nominato presidente della società mineraria Carbonsarda e nel maggio 1943 divenne presidente della Confederazione di Lavoratori dell'Industria, titolo con il quale partecipò alla riunione del Gran Consiglio del 25 luglio, votando a favore dell'ordine del giorno Grandi (in seguito avrebbe motivato tale scelta spiegando che intendeva "sgravare il Duce da molte responsabilità"). Successivamente si pentì di questa decisione e nel settembre del 1943 chiese di potersi iscrivere al Partito Fascista Repubblicano, corredando la richiesta con una lunga lettera al segretario Alessandro Pavolini, nella quale ricordava le sue benemerenze fasciste.
Il 16 agosto Gottardi era stato sollevato dall'incarico confederale da Badoglio; tuttavia, non abbandonò Roma e agli inizi di ottobre, nonostante il tardivo pentimento, venne arrestato dalla banda Pollastrini - fu il primo tra i "traditori" ad essere catturato dai fascisti - e rinchiuso a Regina Coeli. Processato dal tribunale di Verona insieme a Ciano, De Bono, Marinelli, Pareschi e Cianetti, venne condannato a morte. Fu fucilato nella città in cui si era svolta l'assise la mattina dell'11 gennaio 1944: le sue ultime parole furono "Viva l'Italia! Viva il Duce!". Durante tutta la detenzione, nel dibattimento e davanti al plotone d'esecuzione, Gottardi mantenne un contegno sereno e coraggioso.